# Gilles Gendreau
Né à Montréal (Québec, Canada) le 23 avril 1926, Gilles Gendreau est considéré au Québec comme le père fondateur de la psychoéducation.

## Biographie
C'est au tournant de la 2e guerre mondiale que Gilles Gendreau rencontre Noël Mailloux, fondateur de l'Institut (maintenant département) de psychologie  de l'Université de Montréal afin de discuter de la possibilité d'acquérir une formation universitaire portant sur la rééducation des jeunes délinquants. Après avoir suivi plusieurs cours à l'Université de Montréal, Gilles Gendreau parfait son éducation à la Sorbonne auprès de grands maîtres européens, dont Jean Piaget, René Zazzo, Georges Heuyer et Serge Lebovici. Il revient au Québec en 1952 pour terminer, avec l’aide de plusieurs autres éducateurs et du Père Albert Roger, la mise sur pied du centre de réadaptation Boscoville, véritable révolution dans le traitement des jeunes délinquants au Québec.
Dès 1953, en collaboration avec sa collègue, Jeannine Guindon, il s’occupe de la formation des futurs éducateurs de Boscoville et du Centre d’orientation. Il obtient en 1965 le premier diplôme universitaire portant sur la rééducation des jeunes en difficulté (licence en éducation spécialisée). En 1972, est officiellement fondée l'École de Psychoéducation de l'Université de Montréal, première institution octroyant une formation spécifique en psychoéducation.
La psychoéducation est aujourd'hui enseignée dans six universités québécoises (Université Sherbrooke, Université du Québec en Outaouais, Université du Québec à Trois-Rivières, Université du Québec en Abitibi-Témiscamingue, Université Laval, Université de Montréal) de même qu'à la Universidad de La Frontera, à Temuco au Chili. L'Ordre des psychoéducatrices et psychoéducateurs du Québec (OPPQ) comprend, en 2010, plus de 3000 membres.
Gilles Gendreau est décédé à Montréal, le 20 juin 2010 à l'âge de 84 ans.